# Ecologia microbica

L'Ecologia microbica è l'ecologia dei microrganismi: la loro relazione con altri e con il loro ambiente.
Si preoccupa dei 3 più grandi domini della vita: Eucariota, Archea, e Bacteria come i Virus.
I microrganismi, grazie alla loro omnipresenza, impattano sull'intera biosfera. La vita microbica gioca un ruolo primario nella regolazione dei sistemi biogeochimici in quasi tutti gli ambienti del nostro pianeta, tra cui alcuni dei più estremi, da ambienti congelati e laghi acidi, alle sorgenti idrotermali sul fondo degli oceani più profondi, e alcuni dei più familiari, come ad esempio il piccolo intestino umano.
Come conseguenza della grandezza quantitativa di vita microbica (Whitman e collaboratori hanno calcolato 5,0 × 1030 cellule, otto ordini di grandezza maggiore del numero di stelle nell'universo osservabile) microbi, in virtù della loro biomassa da solo, costituiscono un significativo bacino di carbonio. A parte la fissazione del carbonio, i processi chiave collettivi metabolici (tra cui la fissazione dell'azoto, metabolismo del metano, e il metabolismo dello zolfo) il controllo dei cicli biogeochimici globali. L'immensità della produzione dei microrganismi è tale che, anche in totale assenza di vita eucariotica questi processi probabilmente continuerebbero invariati.